# UFC on Fox: Gustafsson vs. Johnson
UFC on Fox: Gustafsson vs. Johnson (también conocido como UFC on Fox 14) fue un evento de artes marciales mixtas celebrado por Ultimate Fighting Championship el 24 de enero de 2015 en el Tele2 Arena en Estocolmo, Suecia.

## Historia
El evento estuvo encabezado por un combate de peso semipesado entre Alexander Gustafsson y Anthony Johnson. Posteriormente, la UFC anunció que el ganador recibiría una oportunidad por el título contra el actual campeón Jon Jones. Originalmente, el evento estaba previsto que fuera un enfrentamiento entre Gustafsson y Rashad Evans. Sin embargo, Evans anunció que no estaría listo durante ese periodo de tiempo, debido a que aún estaba recuperándose de una lesión de rodilla.
Se esperaba que Yan Cabral se enfrentara a Mairbek Taisumov en el evento. Sin embargo, el 30 de diciembre se anunció que Cabral se había retirado del combate por razones no reveladas y fue sustituido por Anthony Christodoulou.
Se esperaba que Alan Omer se enfrentara a Mirsad Bektic en el evento. Sin embargo, el 12 de enero se anunció que Omer se había retirado del combate por una lesión no revelada y fue sustituido por Paul Redmond.

## Resultados
1. ↑  Eliminatoria por el título.

## Premios extra
Cada peleador recibió un bono de $50,000.
- Pelea de la Noche: No hubo premiados
- Actuación de la Noche: Anthony Johnson, Gegard Mousasi, Kenny Robertson y Makwan Amirkhani